# Quartique de Klein

La quartique de Klein est le quotient d'un pavage uniforme triangulaire d'ordre 7.

En géométrie hyperbolique, la quartique de Klein, du nom du mathématicien allemand Felix Klein, est une surface de Riemann compacte de genre 3. Elle a le groupe d'automorphismes d'ordre le plus élevé possible parmi les surfaces de Riemann de genre 3, à savoir le groupe simple d'ordre 168. La quartique de Klein est en conséquence la surface de Hurwitz (en) de genre le plus bas possible.